# Deventer Almanak
De Deventer Almanak was een almanak in Nederland. Hij dateerde van omstreeks 1480 en verscheen tot ver in de twintigste eeuw.
Nadat de almanak 26 jaar lang niet was verschenen kwam een uitgever uit Doesburg voor de jaren 2009 tot en met 2013 met een hervatting die niet levensvatbaar bleek.

## Geschiedenis
Het oudste exemplaar van de almanak is in bezit van het Rijksmuseum te Amsterdam. Deze almanak was door Willem Barentsz en Jacob van Heemskerck meegenomen tijdens hun reis richting Indië in 1596. Gedurende deze reis kwamen zij in de poolwinter vast te zitten op het eiland Nova Zembla. Toen zij Nova Zembla verlieten, lieten ze de almanak achter. Tussen de resten van hun verblijf 'Het Behouden Huys' werd het drukwerk eeuwen later teruggevonden. Lange tijd was onbekend dat het hier een Deventer Almanak betrof, omdat het boek dermate was beschadigd dat identificatie lastig was. Pas in 1983 werd op grond van het colofon aangetoond dat Simon van Steenbergen de uitgever was en dat het daarom om de Deventer Almanak ging.

## Andere volksalmanakken
- Enkhuizer Almanak
- De Druivelaar